# Mateusz Cholewiak
Mateusz Cholewiak (Krosno, Polonia, 5 de febrero de 1990) es un futbolista polaco que juega de centrocampista en el Puszcza Niepołomice de la Ekstraklasa.

## Carrera
Cholewiak comenzó sus andaduras dentro del mundo del fútbol en la vecina ciudad de Jasło, próxima a Krosno. En 2007 se trasladó al UKS SMS Łódź, club enfocado en el deporte base y el desarrollo de jugadores juveniles. Después de pasar cuatro temporadas en el SMS Łódź, Cholewiak fichó por el Puszcza Niepołomice del voivodato de Pequeña Polonia, con el que ascendió a la I Liga por primera vez en su historia. Incapaz salvar al Puszcza del descenso en la temporada 2013/14, el centrocampista polaco se unió al Stal Mielec a final de la temporada, pasando tres temporadas y media con el Stal y acumulando cerca de 100 apariciones en liga y 20 goles. En el mercado de invierno de la temporada 2017/18, Cholewiak fichó por el Śląsk Wrocław de la Ekstraklasa, debutando por primera vez en la máxima categoría del fútbol polaco. Sus buenas impresiones con el club de Breslavia le valió el interés del Legia de Varsovia, que se hizo con los servicios del jugador el 10 de enero de 2020. No obstante, la falta de minutos motivó la rescisión de su contrato y su posterior fichaje con el Górnik Zabrze en junio de 2021. Actualmente juega en el Puszcza Niepołomice, mismo equipo en el debutó como futbolista, formando parte del plantel que disputó el primer año del Puszcza en la máxima categoría del fútbol polaco, durante la temporada 2023/24.